# Casa de José Guardiola
La Casa de José Guardiola es un edificio de estilo modernista de la ciudad española de Melilla. Está situado en el Ensanche Modernista de Melilla, en la avenida Cándido Lobera, y forma parte del Conjunto Histórico Artístico de la Ciudad de Melilla, un Bien de Interés Cultural.

## Historia
El 1 de abril de 1907 la Comandancia General aprueba la urbanización de la parte derecha de la carretera del polígono, hoy La Avenida, siendo adjudicado el solar número 157 del Barrio Reina Victoria para su construcción junto al 159, a Manuel Palomares en 1909, pero en 1910 José Guardiola se hace con él, preguntando por medio del arquitecto Enrique Nieto al Presidente de la Junta de Arbitrios el 21 de febrero por el plano de situación, que le envía el ingeniero de la Junta de Arbitrios, José de la Gándara seis días después al mismo Nieto, que proyecta el inmueble en 1910.
A partir del 30 de agosto de 1929 se le colocaron las barandillas de la azotea, siendo José Jorro propietario y a finales de 1931 se comenzaron a construir los miradore, con David M. Levy cómo propietario, siéndole autorizada esta reforma el 10 de octubre de 1931, junto con reparaciones de grietas y falsos techos. En los años cincuenta su propietario es Isaac M. Levy Carciente

## Descripción

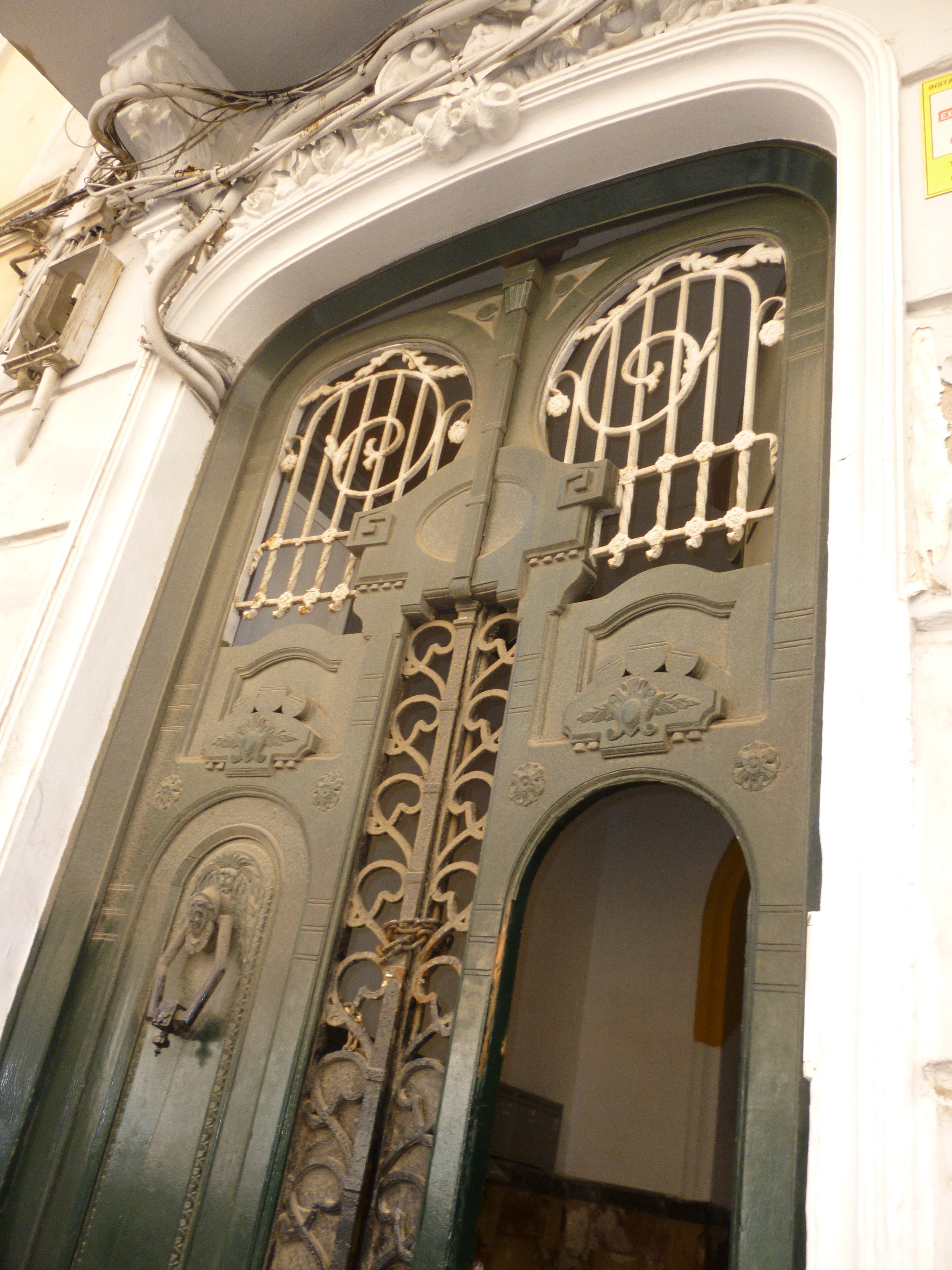
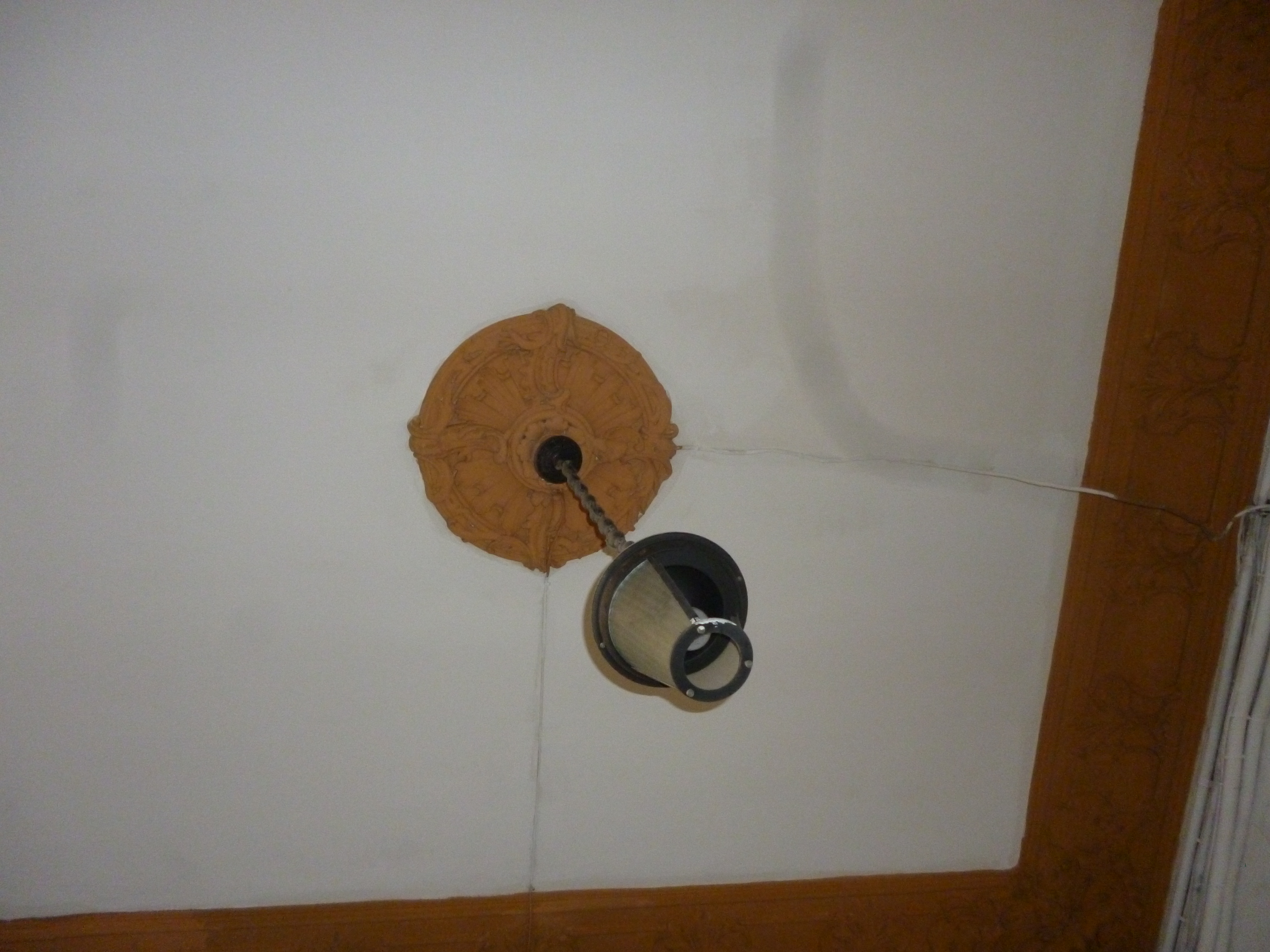
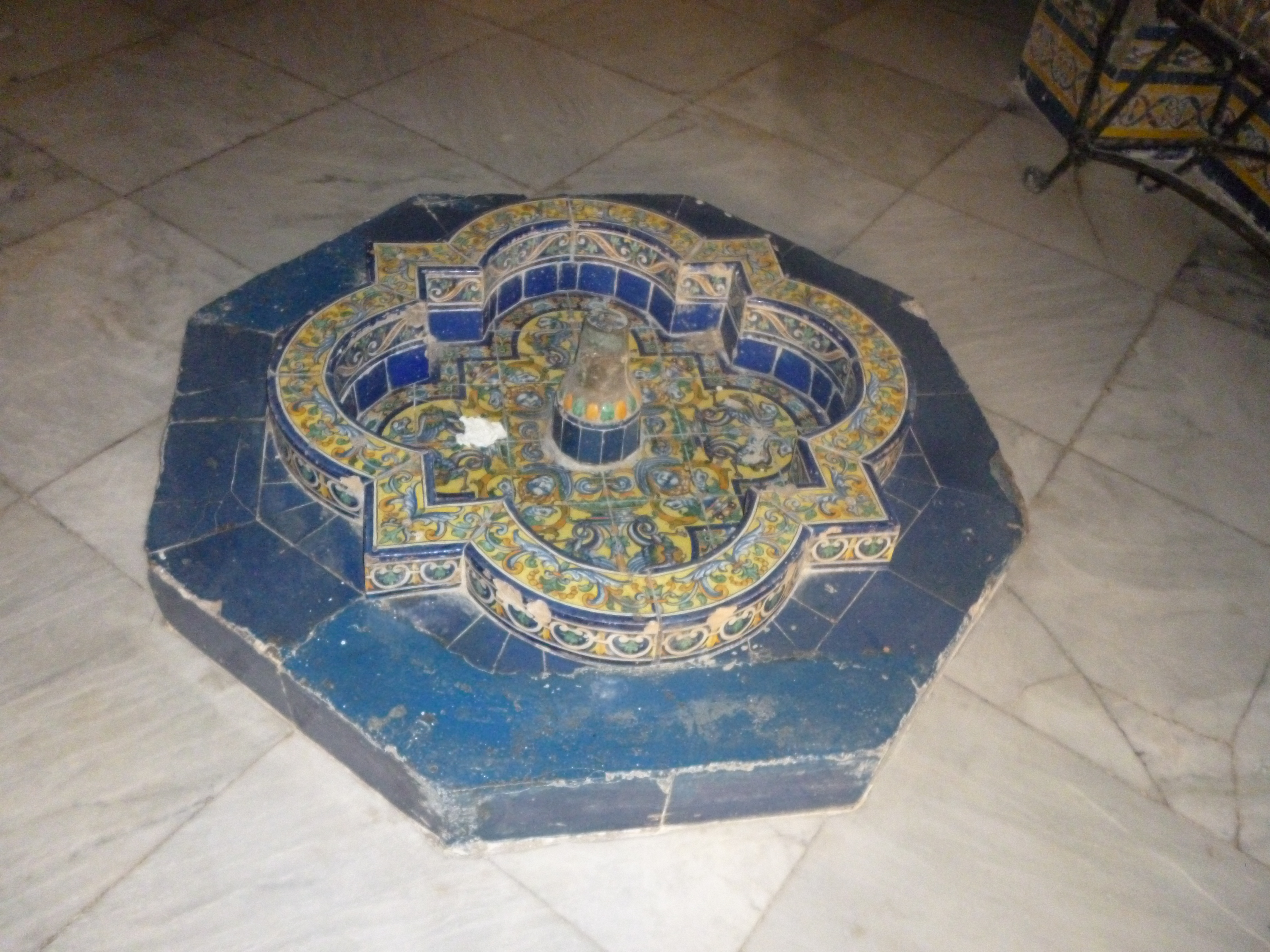
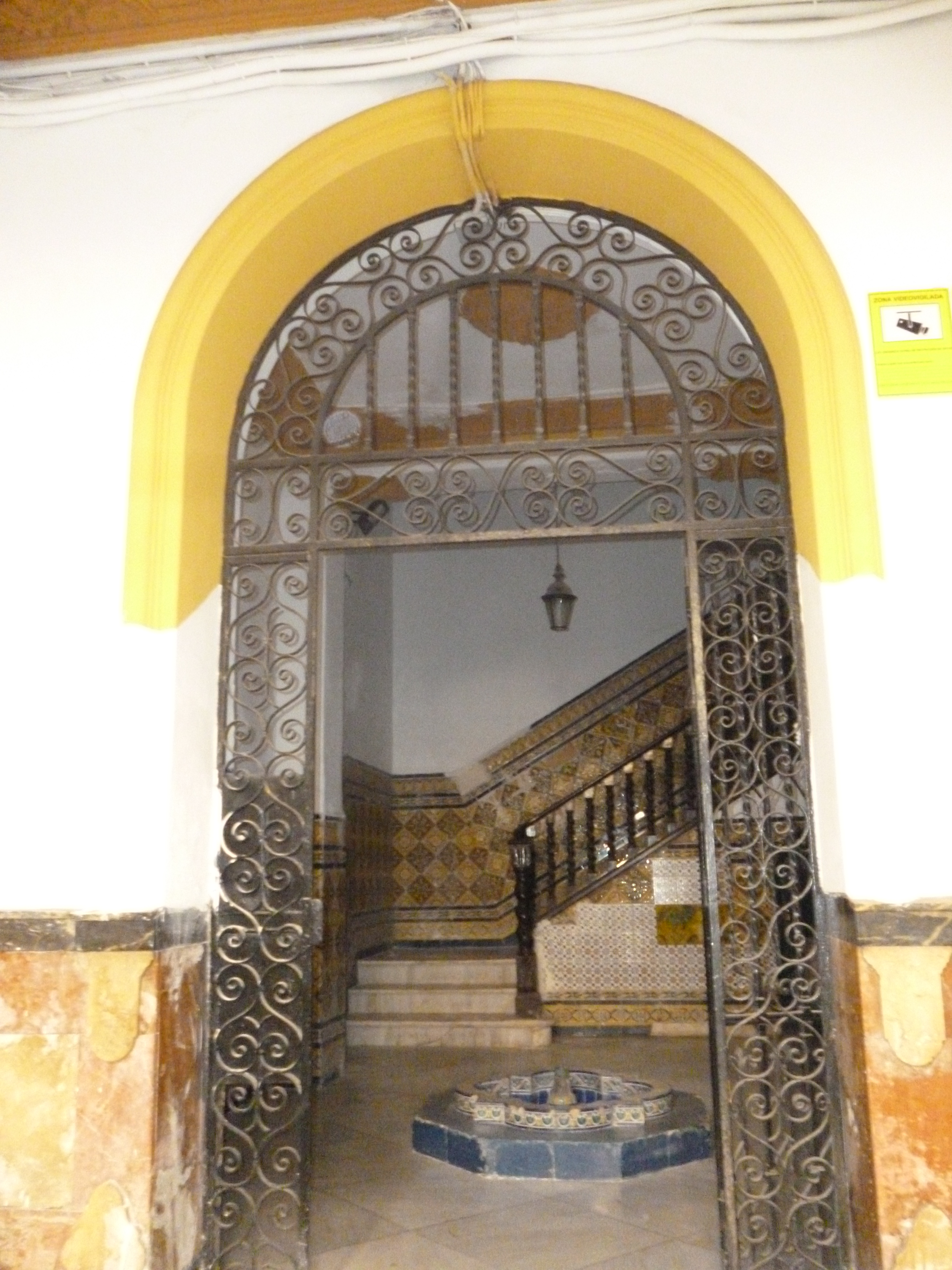
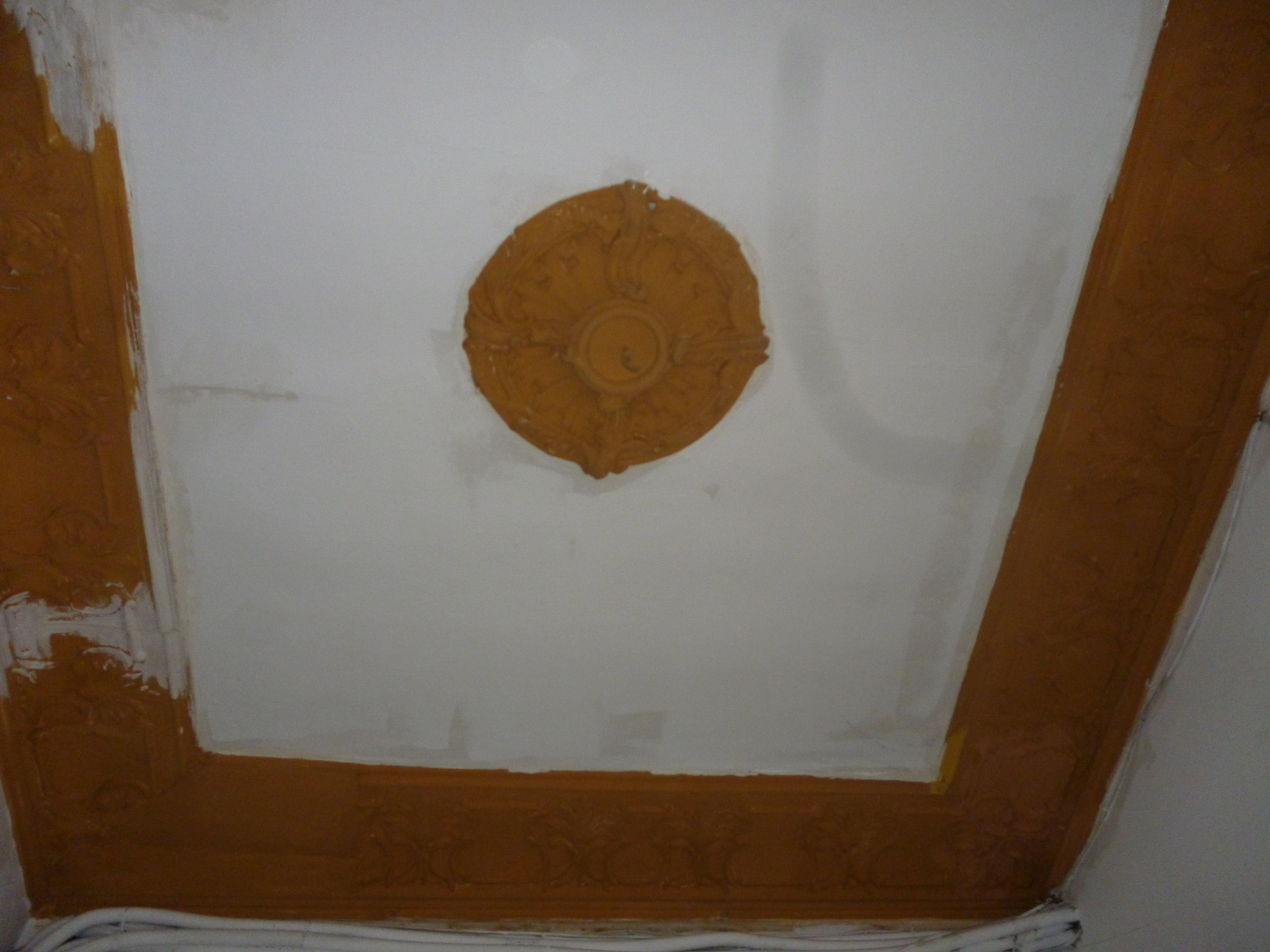
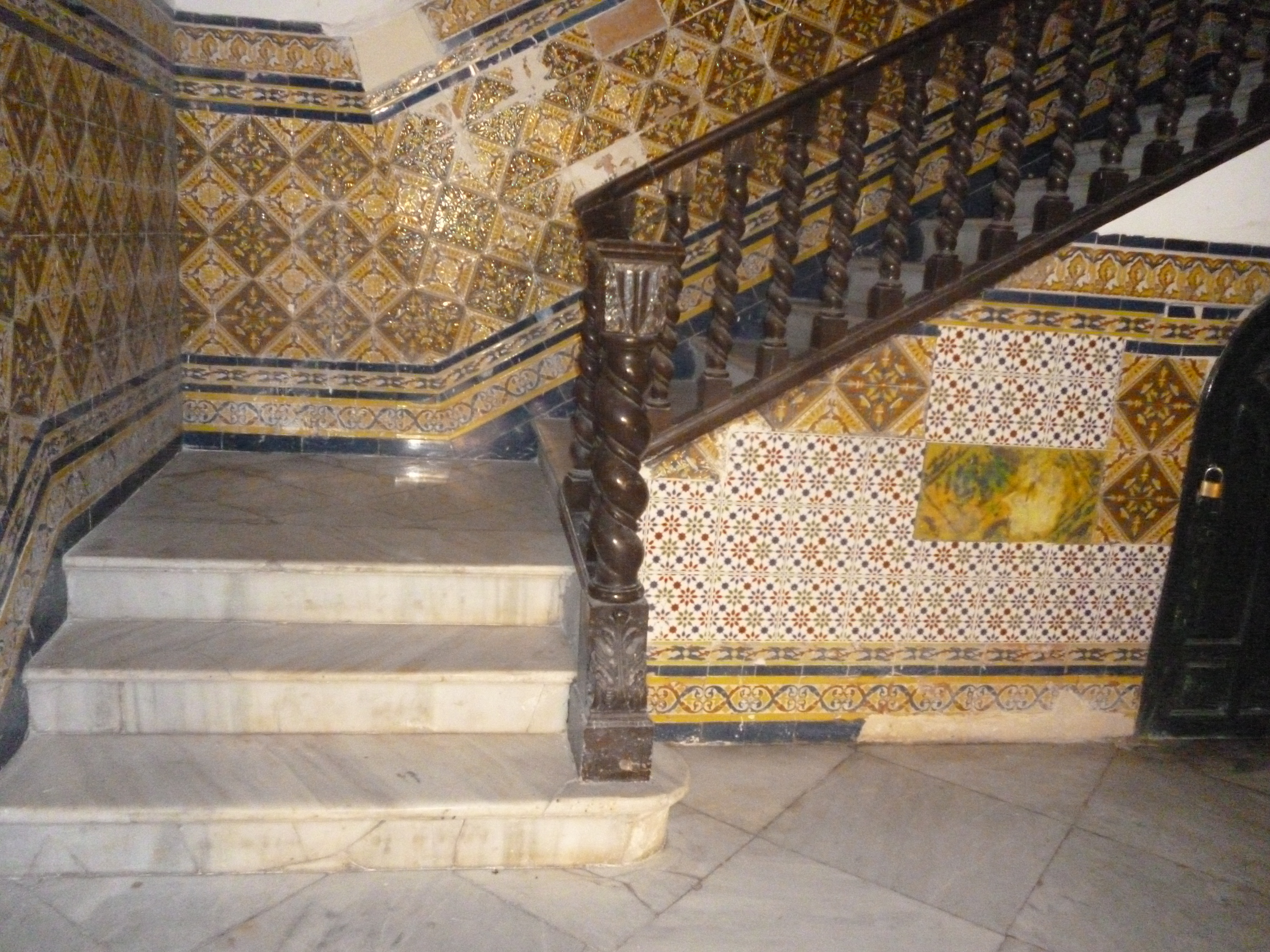

Consta de planta baja y planta principal. Está construido con paredes de mampostería de piedra local y ladrillo macizo, con vigas de hierro y bovedillas del mismo ladrillo. Su fachada principal cuenta con unos bajos muy transformados y una principal con miradores y balconadas, así como un curioso peto.